# Fermo con le mani
Fermo con le mani è un film del 1937 diretto da Gero Zambuto.
Si tratta dell'ultimo film diretto da Zambuto e del primo interpretato da Totò.

## Trama
Totò di Torretota è un poveraccio che tenta in ogni modo di sbarcare il lunario. Dopo essere stato cacciato di casa (un'abitazione in via di demolizione in cui si è insediato abusivamente), nel cercare una nuova sistemazione riesce a liberare una povera orfanella dalle grinfie di un bieco sfruttatore, che la obbligava a elemosinare per la strada, e decide di prendersene cura, nonostante l'indigenza.
Per racimolare qualche soldo, Totò accetta di fare da factotum in un salone di bellezza e, per conquistare una buona mancia, si traveste da donna e si fa passare per massaggiatrice spagnola dalla bella Eva, un'assidua cliente del salone, nonché soubrette di rivista protetta dall'inetto cavalier Girolamo Battaglia, il quale non si avvede del fatto che Eva amoreggia sotto i suoi occhi col direttore d'orchestra dello spettacolo. Alla vista delle grazie di Eva, Totò perde il controllo e si fa smascherare. Eva, infuriata, chiede a Girolamo di catturare l'uomo e schiaffeggiarlo, ma il passo lesto di Totò e l'incapacità del Cavaliere impediscono che ciò avvenga. Eva allora intima a Girolamo di ritrovare Totò e schiaffeggiarlo pubblicamente per dimostrare di essere un vero uomo.
Licenziato dal salone di bellezza per la sua bravata, Totò si ritrova a trattare con Girolamo che, a suon di denaro, convince il poveraccio a combinare un incontro in un locale elegante dove sarà convenzionalmente schiaffeggiato davanti a tutti. Sennonché la sera in questione Totò riesce a conquistare la simpatia di Eva così il gesto di Girolamo la indispettisce ancor di più.
Istigato da un amico altrettanto in miseria, Totò decide di tornare dall'uomo per ricattarlo ed estorcergli altro danaro, fingendosi un nobile decaduto che intende imporre un duello per lavare l'onta subita. Poco dopo Totò riesce a trovare lavoro proprio nel teatro dove lavora Eva e, per una serie di equivoci, finisce col sedurre la ballerina, mandando su tutte le furie il suo amante, che rifiuta di dirigere l'orchestra per lo spettacolo serale. A quel punto Totò si offre lui stesso come direttore d'orchestra, ottenendo un incredibile trionfo nonostante non fosse un vero musicista. La cosa fa imbestialire ulteriormente l'amante di Eva che, sconfitto in amore e sul lavoro, aggredisce fisicamente Totò, così che si rende necessario l'intervento della polizia. In commissariato, Totò scopre di essere veramente un conte e unico erede di parecchi milioni. L'inaspettata eredità gli consente di crearsi una famiglia con Eva e la piccola orfana.
Come ultimo gesto, l'ormai ricco e stimato Totò si reca nel locale in cui era stato umiliato da Girolamo e gli si avvicina con la scusa di ringraziarlo per quanto ha fatto in suo favore, restituendogli il denaro avuto per gli schiaffi e rifilandogli due sonori ceffoni, liberandosi dalla frustrazione del precedente episodio.

## Produzione
È uscito nelle sale il 6 marzo 1937 ed è stato girato al Centro Safa Palatino di Roma.
Il film venne realizzato dopo anni di rifiuti e ripensamenti da parte di Totò.

## Accoglienza

### Critica
- Su Bianco e Nero del 31 maggio 1937, «Questo film non è americano ciononostante è bruttissimo. Ne prendano atto coloro che ci accusano di faziosità. Noi siamo irrimediabilmente faziosi verso tutti i film che rappresentano un attentato alla società artistica e morale del cinematografo».
- Marco Ramperti ne L'Illustrazione Italiana del 14 marzo 1937: «Non mancate a Fermo con le mani, dove riappare Erszi Paal e dove si rivela Totò. Pare a me che la ballerina di Budapest non manchi, oltre che di vaghezza e di estro, di fotogenia: ma, soprattutto, subisce l'attrazione di Totò nella magrezza fantomatica e nella snodatura marionettistica di certi suoi passi di danza, dove il pallore e l'automatismo concorrono, insieme con la bravura, a una specie di pauroso incantamento, di allucinazione irresistibile»